# Hilarempis biseriata
Hilarempis biseriata är en tvåvingeart som beskrevs av Collin 1933. Hilarempis biseriata ingår i släktet Hilarempis och familjen dansflugor. Inga underarter finns listade i Catalogue of Life.